# Alalia prolongata
Alalia prolongata – zaburzenie dotyczące opóźnienia procesu nabywania kompetencji i sprawności językowych. Jest to zaburzenie rozwojowe, dotyczy głównie dzieci. Termin ten zyskał w nauce wiele synonimów, określany jest jako: opóźniony rozwój mowy, proste lub zwykłe opóźnienie rozwoju mowy, samoistny opóźniony rozwój mowy czy też zespół opóźnienia mowy czynnej. Stanowi oddzielną jednostkę patologii mowy.

## Klasyfikacja

### W ujęciu medycznym
Wyróżniane są dwa typy opóźnień rozwoju mowy u dzieci :
- Opóźniony rozwój mowy (opóźnienie mowy współwystępujące z innymi zaburzeniami w rozwoju dziecka)
- Prosty opóźniony rozwój mowy (deficyt, w którym wyróżnia się brak konkretnej przyczyny)

### W ujęciu psychologicznym
Opóźniony rozwój mowy definiowany jest wtedy, gdy poziom rozwoju językowego dziecka odbiega od ogólnie przyjętych norm, a więc wtedy, gdy nie pojawia się w określonym czasie i opóźnia się w stosunku do rówieśników. Wyróżnienie opóźnionego rozwoju mowy jest zjawiskiem wtórnym występującym na tle np. głuchoty czy autyzmu.

### W ujęciu logopedycznym
Wg Zofii Kordy:
- Zwykłe opóźnienie rozwoju mowy (z trudną do ustalenia przyczyną)
- Alalię (niedokształcenie mowy o typie afazji)

Leon Kaczmarek wyróżnia dwie postaci alalii:
- Ekspresyjną (motoryczną), gdy dziecko nie układa wypowiedzi przy rozumieniu mowy
- Impresyjną (percepcyjną), gdy rozumienie mowy jest zaburzone lub nie występuje.